# Mózg
Mózg (łac. cerebrum) – organ, który służy jako centrum układu nerwowego u wszystkich kręgowców i większości bezkręgowców, czyli u większości zwierząt dwubocznie symetrycznych; znajduje się zwykle w pobliżu narządów zmysłów, takich jak wzrok. 
Jest to najbardziej złożony organ w ciele kręgowca. Wraz z rdzeniem kręgowym tworzy ośrodkowy układ nerwowy. Na przykład u człowieka kora mózgowa zawiera około 14-16 miliardów 
neuronów (także imponująca jest szacunkowa liczba neuronów w móżdżku - wynosi 55-70 miliardów), a każdy neuron jest połączony synapsami z kilkoma tysiącami innych neuronów. Neurony te zazwyczaj komunikują się ze sobą za pomocą długich włókien zwanych aksonami, które przenoszą ciągi impulsów sygnałowych zwanych potencjałami czynnościowymi do odległych części mózgu lub ciała, kierując je do określonych komórek odbiorczych.
Fizjologicznie, mózgi wywierają scentralizowaną kontrolę nad innymi organami ciała. Oddziałują one na resztę ciała zarówno poprzez generowanie wzorców aktywności mięśni, jak i poprzez pobudzanie wydzielania substancji chemicznych zwanych hormonami. Ta scentralizowana kontrola pozwala na szybkie i skoordynowane reakcje na zmiany w środowisku. Niektóre podstawowe rodzaje reakcji, takie jak odruchy, mogą być pośredniczone przez rdzeń kręgowy lub zwoje obwodowe, ale kontrola zachowania oparta na wielu danych sensorycznych wymaga integracji informacji poprzez organ centralny, czyli mózg. Działanie pojedynczych komórek mózgowych jest obecnie rozumiane w sposób bardzo szczegółowy, ale sposób, w jaki współpracują one w zespołach tak ogromnych, jak np. w mózgu człowieka, nie został jeszcze rozwiązany. 
Najnowsze modele we współczesnej neuronauce traktują mózg jako biologiczny komputer, różniący się mechanizmem od komputera elektronicznego, ale podobny w tym sensie, że pozyskuje on informacje z otaczającego świata, przechowuje je i przetwarza na różne sposoby.
Niniejszy artykuł porównuje właściwości mózgów wśród różnych grup zwierząt. Omawia też mózg ludzki, ale w takim zakresie, w jakim podziela on właściwości innych mózgów. Natomiast wyjątkowość mózgu człowieka na tle innych mózgów omówiono w artykule mózgowie człowieka. Zaś choroby mózgu człowieka i skutki jego uszkodzenia omówiono w artykule choroby neurologiczne.

## Anatomia

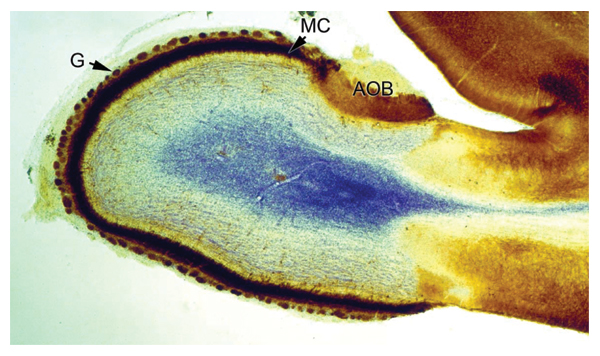
Przekrój poprzeczny opuszki węchowej szczura, wybarwiony na dwa różne sposoby w tym samym czasie: w jednym wybarwieniu widoczne są ciała komórek neuronów, w drugim receptory dla neuroprzekaźnika.

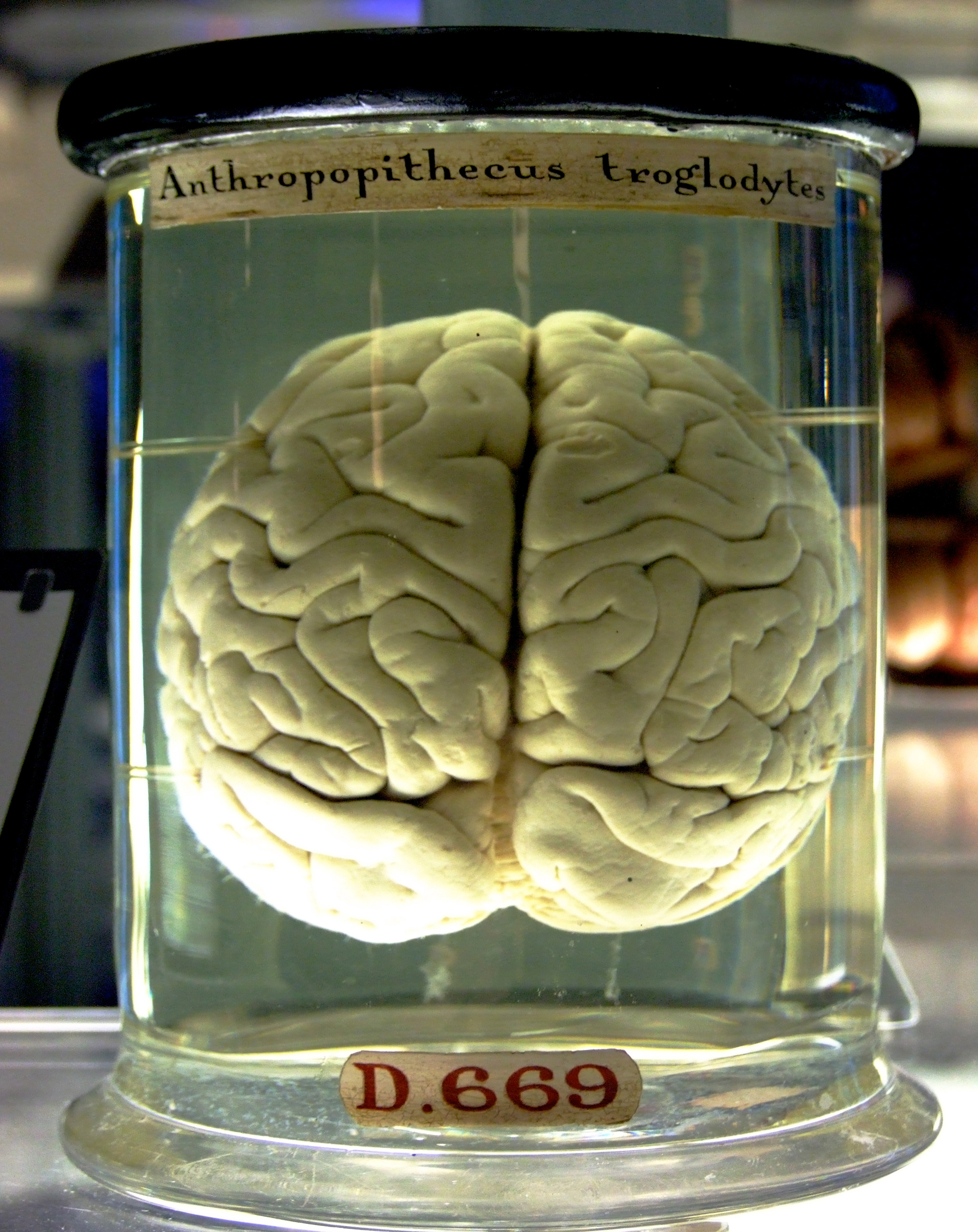
Mózg szympansa zwyczajnego

Kształt i wielkość mózgu różnią się znacznie u poszczególnych gatunków, a identyfikacja cech wspólnych jest często trudna. Niemniej jednak istnieje szereg zasad budowy mózgu, które mają zastosowanie w szerokim zakresie gatunków. Niektóre aspekty budowy mózgu są wspólne dla niemal całej gamy gatunków zwierząt; inne odróżniają mózgi "zaawansowane" od bardziej prymitywnych lub odróżniają kręgowce od bezkręgowców. 
Najprostszym sposobem uzyskania informacji o anatomii mózgu są oględziny, ale opracowano wiele bardziej wyrafinowanych technik. Tkanka mózgowa w stanie naturalnym jest zbyt miękka do pracy, ale można ją utwardzić przez zanurzenie w alkoholu lub innych utrwalaczach, a następnie rozciąć na plasterki w celu zbadania wnętrza. Wizualnie wnętrze mózgu składa się z obszarów tzw. istoty szarej, o ciemnym zabarwieniu, oddzielonych od siebie obszarami istoty białej, o jaśniejszym zabarwieniu. Dalsze informacje można uzyskać poprzez barwienie skrawków tkanki mózgowej różnymi substancjami chemicznymi, które uwidaczniają obszary, w których określone rodzaje cząsteczek występują w dużym stężeniu. Możliwe jest również zbadanie mikrostruktury tkanki mózgowej za pomocą mikroskopu oraz prześledzenie wzoru połączeń z jednego obszaru mózgu do drugiego.

### Budowa komórkowa

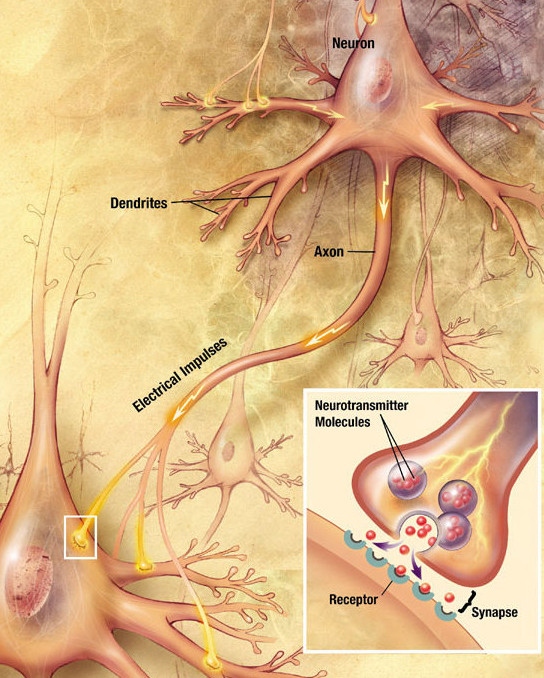
Neurony generują sygnały elektryczne, które wędrują wzdłuż aksonów. Kiedy impuls elektryczny dociera do złącza zwanego synapsą (patrz wstawka), to uwalnia neuroprzekaźnik chemiczny; neuroprzekaźnik dociera do receptora drugiej komórki i w ten sposób zmienia jej aktywność elektryczną.

Mózgi wszystkich gatunków składają się głównie z dwóch szerokich klas komórek: neuronów i  komórek glejowych. Komórki glejowe występują w kilku rodzajach i pełnią szereg istotnych funkcji, w tym strukturalną, metaboliczną, izolacyjną i ukierunkowującą rozwój. 
Neurony są uważane za najważniejsze komórki w mózgu. Właściwością, która czyni neurony wyjątkowymi, jest ich zdolność do wysyłania sygnałów do określonych komórek docelowych na duże odległości. Sygnały te są wysyłane za pomocą aksonu, czyli cienkiego protoplazmatycznego włókna, które rozciąga się od ciała komórki i rozchodzi się, zwykle z licznymi odgałęzieniami, do innych obszarów, czasem w pobliżu, a czasem w odległych częściach mózgu lub ciała.
Długość aksonu może być niezwykła: na przykład, komórka piramidowa (neuron pobudzający) kory mózgowej ma aksony o długości nawet tysiąc razy większej niż ciało komórki. Aksony te przekazują sygnały w postaci impulsów elektrochemicznych zwanych potencjałami czynnościowymi, które trwają mniej niż tysięczną część sekundy i przemieszczają się wzdłuż aksonu z prędkością 1-100 metrów na sekundę. Niektóre neurony emitują potencjały czynnościowe stale, w tempie 10-100 na sekundę, zwykle w nieregularnych wzorach; inne neurony są spokojne przez większość czasu, ale od czasu do czasu emitują serię potencjałów czynnościowych.
Aksony przekazują sygnały do innych neuronów za pomocą wyspecjalizowanych połączeń zwanych synapsami. Pojedynczy akson może tworzyć nawet kilka tysięcy połączeń synaptycznych z innymi komórkami. Kiedy potencjał czynnościowy, podróżujący wzdłuż aksonu, dociera do synapsy, powoduje uwolnienie substancji chemicznej zwanej neuroprzekaźnikiem. Neuroprzekaźnik wiąże się z cząsteczkami receptora w błonie komórki docelowej.
Synapsy są kluczowymi elementami funkcjonalnymi mózgu. Podstawową funkcją mózgu jest komunikacja komórka-komórka, a synapsy są punktami, w których dochodzi do komunikacji. Szacuje się, że ludzki mózg zawiera około 100 bilionów synaps (jedynka i 14 zer) ; nawet mózg muszki owocowej zawiera ich kilka milionów. Funkcje synaps są bardzo zróżnicowane: niektóre z nich są pobudzające (pobudzają komórkę docelową); inne hamujące; jeszcze inne działają poprzez aktywację innych systemów, które w złożony sposób zmieniają chemię wewnętrzną komórek docelowych. Duża liczba synaps jest dynamicznie modyfikowalna; to znaczy, że są one zdolne do zmiany siły sygnału w sposób kontrolowany przez wzorce sygnałów, które przez nie przechodzą. Uważa się, że modyfikacja synaps zależna od ich aktywacji jest podstawowym mechanizmem mózgu odpowiedzialnym za uczenie się i pamięć.
Większość przestrzeni w mózgach ewolucyjnie zaawansowanych zajmują aksony, które często są powiązane ze sobą w tzw. szlaki włókien nerwowych. Akson mielinowany jest owinięty tłustą, izolującą otoczką mieliny, która znacznie zwiększa szybkość rozprzestrzeniania się sygnału. (Istnieją również aksony niemielinowane). Mielina jest biała, dzięki czemu części mózgu wypełnione wyłącznie włóknami nerwowymi są widoczne jako jasna substancja biała, w przeciwieństwie do tzw. ciemniejszej substancji szarej, którą tworzą obszary o dużym zagęszczeniu ciał komórek neuronów.

### Ewolucja

Układ nerwowy zwierzęcia dwubocznego, w formie rdzenia nerwowego z segmentowymi rozszerzeniami i "mózgiem" z przodu.

Z wyjątkiem kilku prymitywnych organizmów, takich jak gąbki (które nie mają układu nerwowego) i parzydełkowce (które mają układ nerwowy składający się z rozproszonej sieci nerwowej), wszystkie żyjące zwierzęta wielokomórkowe są bilateralne, co oznacza zwierzęta o dwustronnie symetrycznym kształcie ciała (to znaczy, że lewa i prawa strona są w przybliżeniu lustrzanymi odbiciami siebie nawzajem). Uważa się, że wszystkie zwierzęta dwuboczne wywodzą się od wspólnego przodka, który pojawił się na początku okresu kambryjskiego, 485-540 milionów lat temu, a hipoteza głosi, że ten wspólny przodek miał kształt prostej rurki z segmentowanym ciałem. 
U dwubocznie symetrycznych w toku ewolucji nastąpiło wyodrębnienie się części głowowej (cefalizacja) i związane z tym powiększenie zwojów głowowych (mózgowych), które przejmowały coraz bardziej nadrzędną rolę w układzie nerwowym. W obrębie zwojów mózgowych pojawiły się ośrodki koordynujące, odpowiedzialne za kontrolę narządów ciała oraz ośrodki asocjacyjne (kojarzeniowe), odpowiedzialne za pamięć.
U wyżej uorganizowanych wirków i przywr występują parzyste zwoje mózgowe połączone szeroką komisurą. U większości tasiemców zwoje mózgowe połączone są pierścieniem nerwowym od którego odchodzą nerwy narządów czepnych.
U wstężnic występują cztery zwoje mózgowe połączone spoidłami. U wrotków zwój mózgowy jest pojedynczy lub parzysty. U brzuchorzęsków zwój mózgowy jest dwupłatowaty.

## Pierścienice
U pierścienic obecna jest para zwojów mózgowych, z których w każdym wyróżnia się protocerebrum i deutocerebrum, a u niektórych wieloszczetów wolno żyjących jeszcze tritocerebrum. Zwoje te położone są zwykle w prostomium lub perystomium nad jelitem przednim, ale u niektórych wolno żyjących wieloszczetów występują w szczytowej części prostomium, przed jelitem. W obrębie mózgu obecne są ciała grzybkowate (coropra pedunculata), stanowiące ośrodki kojarzeniowe. Szczególnie silnie są rozwinięte u dżdżownic, dzięki czemu można je tresować.

## Stawonogi

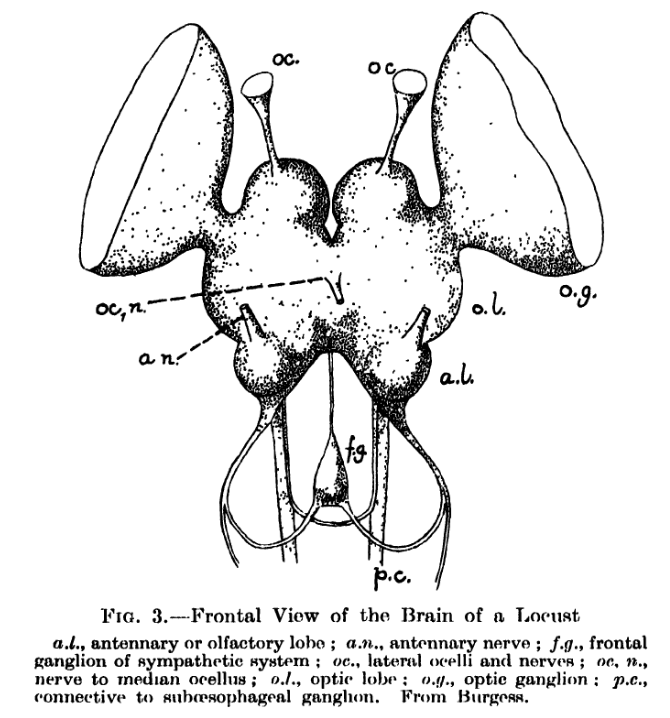
Mózg szarańczy

U stawonogów mózg zlokalizowany jest po grzbietowej stronie pierwszej tagmy ciała. Wraz z obrączką okołoprzełykową, zwojem podprzełykowym i zwykle brzusznym łańcuchem nerwowym stanowi on centralny układ nerwowy. U wielu pajęczaków wszystkie te narządy zlewają się w jedną masę okołogardzielową. Mózg budują parzyste zwoje mózgowe wyposażone w ciała grzybkowate, będące ośrodkami kojarzenia.
Wyróżnia się u stawonogów trzy płaty mózgowe: protocerebrum (powstałe przez zlanie archicerebrum z prozocerebrum), deutocerebrum (in. śródmóżdże) i tritocerebrum (in. zamóżdże). U skorupiaków niższych, a także skąponogów tritocerebrum nie wchodzi w skład mózgu i jest on tylko dwupłatowy. U szczękoczułkowców mózg również jest dwupłatowy, lecz lepszy jakościowo, gdyż złożony z protocerebrum i tritocerebrum (deutocerebrum uległo zanikowi). U wyższych skorupiaków i tchawkowców obecne są wszystkie trzy płaty. U owadów pod mózgiem leży zwój hypocerebralny stanowiący centrum stomatogastrycznego układu wegetatywnego.

## Mięczaki

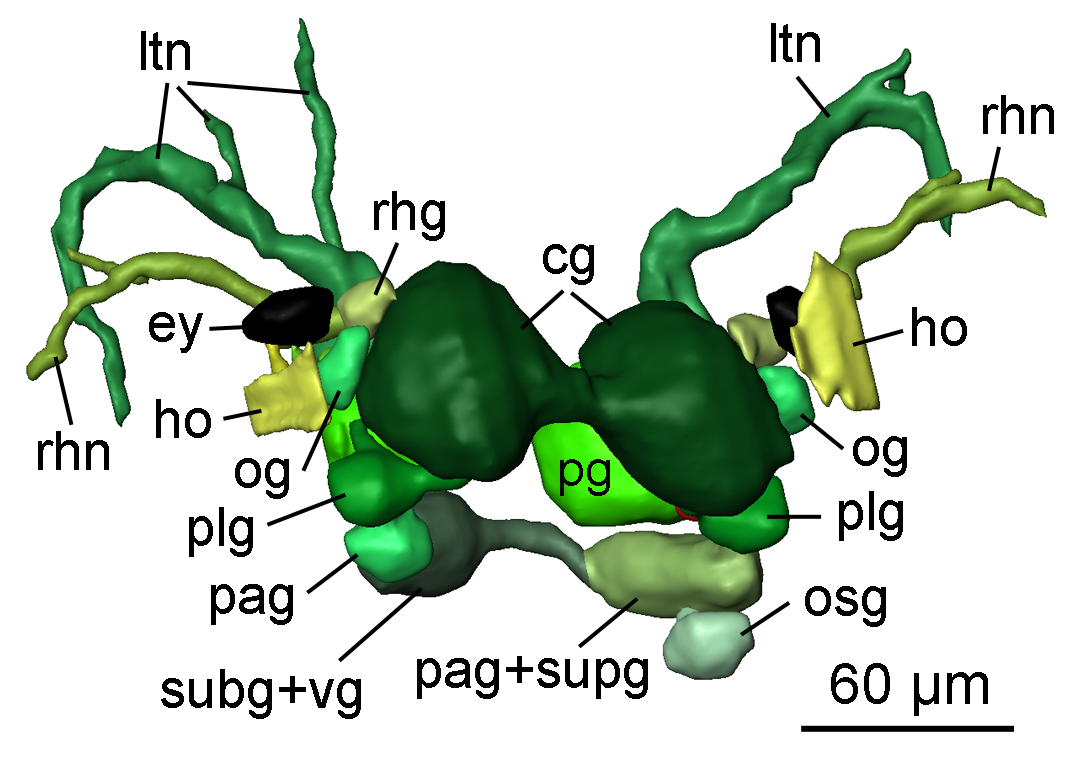
Rekonstrukcja 3D ośrodkowego układu nerwowego ślimaka Pseudunela viatoris (widok grzbietowy). Zwoje mózgowe oznaczone cg

Mięczaki cechują się różnym stopniem rozwoju układu nerwowego. U jednotarczowców i chitonów przypomina ten u prymitywnych płazińców, u pozostałych gromad występują oddzielne, parzyste zwoje mózgowe. U wszystkich mięczaków mózg otacza przełyk.

### Głowonogi
Mózg głowonogów otacza przełyk i może być osłonięty chrzęstną puszką mózgową. Część nadprzełykowa łączy się z częścią podprzełykową dwiema komisurami i płatem wielkokomórkowym. Części te składają się u łodzików z 12 płatów podstawowych. U większości dwuskrzelnych wyróżnia się 26 płatów podstawowych, które dzieli się na kolejne płaty. W sumie u większości ośmiornic wyróżnia 36, a u dziesięciornic 37 płatów mózgowych.
Mózg dwuskrzelnych ma najbardziej złożoną budowę wśród bezkręgowców. Wyróżnia się w nim wyspecjalizowane centra i podcentra kierujące funkcjami różnych narządów. Doświadczalnie wykazano występowanie pamięci krótkotrwałej i długotrwałej oraz zdolności do uczenia się u ośmiornic. U przedstawicieli rodzaju Octopus mózg zbudowany jest z 169 milionów neuronów (więcej, bo 300 mln, buduje zwoje ramieniowe).

## Strunowce

### Bezczaszkowce
U lancetnika przednią część cewki nerwowej stanowi, odpowiadający mózgowi kręgowców, pęcherzyk czołowy. Składa się on z przodomózgowia, w którym znajduje się plamka barwnikowa i narząd lejkowaty oraz wtóromózgowia wyposażonego w komórki Josepha.

### Kręgowce

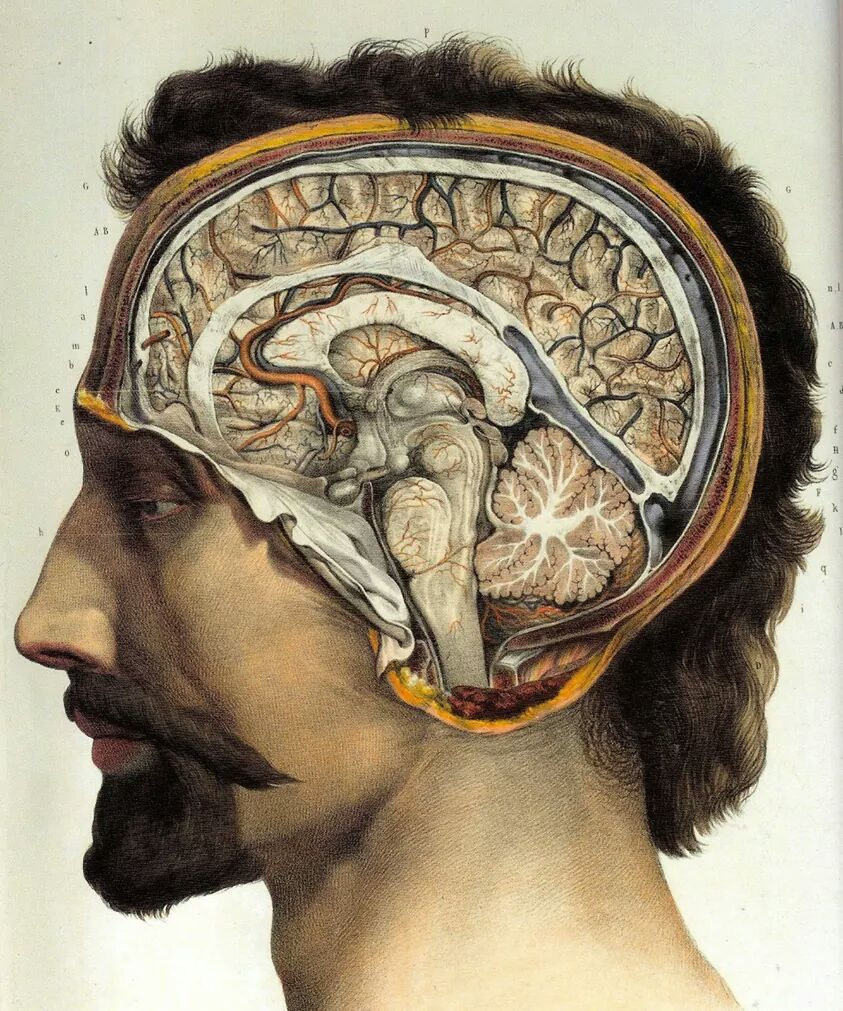
Mózg człowieka (przekrój w płaszczyźnie strzałkowej)

U kręgowców mózg wraz z pniem mózgu buduje położone w czaszce mózgowie. W anatomii porównawczej kręgowców nazwę mózg stosuje się do narządu powstałego z dwóch lub trzech pierwszych pęcherzyków mózgowia czyli kresomózgowia, międzymózgowia i, niekiedy, śródmózgowia. Inaczej definiuje mózg anatomia człowieka, zawężając jego znaczenie do kresomózgowia, a jeszcze bardziej wąsko definiują go klinicyści, ograniczając do półkul mózgu.
U większości kręgowców mówi się o czterech komorach mózgowych, przy czym I i II znajdują się w kresomózgowiu, trzecia w międzymózgowiu, a czwarta już w rdzeniu przedłużonym.
Mózg kręgowców osłonięty jest mózgoczaszką i oponami mózgowo-rdzeniowymi. U bezżuchwowców, ryb i płazów ogonowych jest to tylko opona pierwotna, u płazów bezogonowych, gadów i ptaków są to opona miękka i opona twarda, a u ssaków ponadto jeszcze opona pajęcza.